# Phryganoporus davidleei
Phryganoporus davidleei là một loài nhện trong họ Desidae.
Loài này thuộc chi Phryganoporus. Phryganoporus davidleei được miêu tả năm 2002 bởi Gray.